# Wilhelm Kienzl
Wilhelm Kienzl, avstrijski skladatelj, pianist in dirigent, * 17. januar 1857, Waizenkirchen, Avstrija, † 19. oktober 1941, Dunaj.
Kienzl velja za enega najpomembnejših opernih skladateljev v času po Richardu Wagnerju. V njegovih delih se čuti vpliv verizma.
Njegovo najpomembnejše in najbolj znano delo je opera v dveh dejanjih Evangeljnik, ki je bila krstno uprizorjena 4. maja 1895 v Berlinu. V Ljubljani so opero prvič uprizorili leta 1907.

## Priznanja
Izvoljen je bil za častnega člana Filharmonične družbe v Ljubljani.